# Verwaltungsgemeinschaft Scheinfeld
In der Verwaltungsgemeinschaft Scheinfeld im mittelfränkischen Landkreis Neustadt an der Aisch-Bad Windsheim haben sich folgende Gemeinden zur Erledigung ihrer Verwaltungsgeschäfte zusammengeschlossen:
1. Langenfeld, 1065 Einwohner, 7,20 km²
2. Markt Bibart, Markt, 1775 Einwohner, 30,11 km²
3. Markt Taschendorf, Markt, 1037 Einwohner, 27,68 km²
4. Oberscheinfeld, Markt, 1070 Einwohner, 42,25 km²
5. Scheinfeld, Stadt, 4736 Einwohner, 45,12 km²
6. Sugenheim, Markt, 2341 Einwohner, 63,38 km²

Sitz der Verwaltungsgemeinschaft ist Scheinfeld.
Vorsitzender der Verwaltungsgemeinschaft ist Claus Seifert, Erster Bürgermeister der Stadt Scheinfeld.